# Ештон Итон
Ештон Џејмс Итон (енгл. Ashton James Eaton; Портланд, САД, 21. јануар 1988) је амерички атлетичар, некадашњи светски рекордер у десетобоју и седмобоју и олимпијски победник у десетобоју.
На Светском првенству 2011. у Тегуу је освојио сребрну медаљу, а наредне године је постао светски првак у дворани и олимпијски победник.

### Светски и лични рекорди

#### Светски рекорд
| Седмобој | 6.645 | Ештон Итон Сједињене Државе | 9–10 март 2012. | Светско првенство у атлетици у дворани 2012. | Истанбул, Турска |         |
| Седмобој | \| 60м \| Даљ \| Кугла \| Вис \| 60м пр. \| Мотка \| 1.000м \| \| ---- \| ------ \| ------- \| ------ \| ------- \| ----- \| ------- \| \| 6,79 \| 8,16 м \| 14,56 м \| 2,03 м \| 7,68 \| 5,20 \| 2:32,78 \| |                             |                 |                                              |                  |         |
| 60м      | Даљ | Кугла                       | Вис             | 60м пр.                                      | Мотка            | 1.000м  |
| 6,79     | 8,16 м | 14,56 м                     | 2,03 м          | 7,68                                         | 5,20             | 2:32,78 |

#### Лични рекорд
| Десетобој        | 9.045 | Ештон Итон Сједињене Државе | 28–29. август 2015. | Светско првенство 2015. | Национални стадион у Пекингу, Кина |         |        |         |         |
| Десетобој        | \| 100м (ветар) \| Даљ (ветар) \| Кугла \| Вис \| 400м \| 110м пр (ветар) \| Диск \| Мотка \| Копље \| 1.500м \| \| ---------------- \| ----------------- \| ------- \| ------ \| ----- \| ---------------- \| ------- \| ------ \| ------- \| ------- \| \| 10,23 (-0,4 м/с) \| 7,88 м (+0,0 м/с) \| 14,52 м \| 2,01 м \| 45,00 \| 13,69 (-0,2 м/с) \| 43,34 м \| 5,20 м \| 63,63 м \| 4:17,52 \| |                             |                     |                         |                                    |         |        |         |         |
| 100м (ветар)     | Даљ (ветар) | Кугла                       | Вис                 | 400м                    | 110м пр (ветар)                    | Диск    | Мотка  | Копље   | 1.500м  |
| 10,23 (-0,4 м/с) | 7,88 м (+0,0 м/с) | 14,52 м                     | 2,01 м              | 45,00                   | 13,69 (-0,2 м/с)                   | 43,34 м | 5,20 м | 63,63 м | 4:17,52 |

## Значајнији резултати
| Датум            | Такмичење                      | Место            | Пласман          | Дисциплина       | Резултат         |
| Сједињене Државе | Сједињене Државе               | Сједињене Државе | Сједињене Државе | Сједињене Државе | Сједињене Државе |
| ---------------- | ------------------------------ | ---------------- | ---------------- | ---------------- | ---------------- |
| 2009             | Светско првенство на отвореном | Берлин           | 18.              | Десетобој        | 8.061            |
| 2011             | Светско првенство              | Тегу             |                  | Десетобој        | 8.505            |
| 2012             | Светско првенство у дворани    | Истанбул         |                  | Седмобој         | 6.645            |
| 2012             | Олимпијске игре                | Лондон           |                  | Десетобој        | 8.869            |
| 2013             | Светско првенство              | Москва           |                  | Десетобој        | 8.809            |
| 2014             | Светско првенство у дворани    | Сопот            |                  | Седмобој         | 6.632            |
| 2015             | Светско првенство              | Пекинг           |                  | Десетобој        | 9.045            |
| 2016             | Светско првенство у дворани    | Истанбул         |                  | Седмобој         | 6.470            |
| 2016             | Олимпијске игре                | Рио де Женеиро   |                  | Десетобој        | 8.893            |

## Најбољи резултати

### На отвореном
Стање на дан: 29. август 2015. године
| Дисциплина    | Резултати        | Место           | Датум            | Број бодова |
| ------------- | ---------------- | --------------- | ---------------- | ----------- |
| Десетобој     | 9.045            | Пекинг          | 29. август 2015. |             |
| 100 м         | 10,21 (+0,4 м/с) | Јуџин           | 22. јун 2012.    | 1.044       |
| Скок удаљ     | 8,23 (+0,8 м/с)  | Јуџин           | 22. јун 2012.    | 1.120       |
| Бацање кугле  | 15.40            | Пало Алто       | 30. март 2013.   | 814         |
| Скок увис     | 2.11             | Ванкувер        | 10. јун 2012.    | 906         |
| 400 м         | 45,00            | Пекинг          | 28. август 2015. | 1.060       |
| 110 м препоне | 13,35            | Јуџин           | 4. јун 2011.     | 1.060       |
| Бацање диска  | 47,36            | Чула Виста      | 14. август 2011. | 816         |
| Скок мотком   | 5,40             | Портланд        | 8. август 2015.  | 1.035       |
| Бацање копља  | 66,64            | Сан Луис Обиспо | 16. март 2013.   | 838         |
| 1.500 м       | 4:14,48          | Јуџин           | 23. јун 2012.    | 850         |

### У дворани
Стање на дан 14. фебруар 2016.
| Дисциплина   | Резултати | Место    | Датум             |
| ------------ | --------- | -------- | ----------------- |
| Седмобој     | 6.645     | Истанбул | 10. март 2012.    |
| 60 м         | 6,66      | Талин    | 5. фебруар 2011.  |
| Скок удаљ    | 8,16      | Истанбул | 9. март 2012.     |
| Бацање кугле | 15,05     | Бостон   | 8. фебруар 2014.  |
| Скок увис    | 2,11      | Фејетвил | 5. фебруар 2010.  |
| 60 м препоне | 7.51      | Њујорк   | 14. фебруар 2015. |
| Скок мотком  | 5,40      | Бостон   | 14. фебруар 2016. |
| 1.000 м      | 2:32,67   | Фејетвил | 13. март 2010.    |